# 激突! 合気道
『激突! 合気道』（げきとつ! あいきどう）は、1975年の日本映画。主演 ： 千葉治郎、監督 ： 小沢茂弘、製作 ： 東映、カラー・シネマスコープ、82分。

## 解説
植芝盛平が合気道を編み出すまでの激しい修業時代を描く。千葉治郎の初主演作品。

## あらすじ
幼少の頃から起倒流柔術を身につけていた植芝盛平は、1912年（明治45年）に北海道へ開拓団の団長として渡った。開村するかたわら武道の修業に明け暮れていた盛平は、様々な武道家と戦うことで、自身の腕を磨いていく。

## キャスト
- 千葉治郎 ： 植芝盛平
- 小泉洋子 ： みね
- 堀越陽子 ： はつ
- 金田龍之介 ： 出口王仁三郎
- 汐路章 ： 尾崎（元海軍大将）
- 野口貴史 ：
- 山田雅英 ：
- 斉藤一之 ：
- 小田部通麿 ： 名取一成（名取流唐手師範）
- 遠藤征四郎 ：
- 柴田一郎 ：
- 坂根弘基 ：
- 紅幸司 ：
- 境龍剛 ：
- 岩尾正隆 ： 北海辰
- 井上誠吾 ： 名取流門下
- 鳥巣哲生 ：
- 藤長照夫 ：
- 大矢敬典 ： 田村直治
- 丸平峰子 ： 高橋なみ
- 畑中伶一 ：
- 波多野博 ： 高橋富松
- 奈辺悟 ： 戸田万助
- 松本泰郎 ：
- 古川義信 ：
- 白井孝史 ：
- 志茂山高也 ： 松井寅吉
- 細川ひろし ：
- 笹木俊志 ： 藤島
- 池田譲治 ：
- 森谷譲 ：
- 藤沢徹夫 ：
- 森源太郎 ：
- 矢野幸男 ：
- 疋田泰盛 ： 遠山太郎
- 有島淳平 ： 三木教授
- 鈴木正文 ：本田宗兵衛（武田惣角）
- 中島正嘉 ：
- 大塚剛 ： 奥田源蔵（北辰一刀流）
- 酒井哲 ： ナレーター
- 志穂美悦子 ： 尾崎早苗
- 渡瀬恒彦 ： 松阪健吉（判官流柔居合術師範）
- 千葉真一 ： 名取新兵衛（名取流唐手）

## スタッフ
- 監督 ： 小沢茂弘
- 企画 ： 松平乗道・上阪久和
- 脚本 ： 志村正浩・高田宏治
- 撮影監督 ： 塚越堅二
- 照明 ： 金子凱美
- 録音 ： 野津裕男
- 美術 ： 佐野義和
- 音楽 ： 津島利章
- 編集 ： 神田忠男
- 助監督 ： 俵坂昭康
- 記録 ： 森村幸子
- 装置 ： 吉岡茂一
- 装飾 ： 山田久司
- 背景 ： 西村三郎
- 美粧 ： 枦川芳昭
- 結髪 ： 福本るみ
- スチール ： 中山健司
- 衣裳 ： 松本俊和
- 演技事務 ： 森村英次
- 擬斗 ： 菅原俊夫
- 進行主任 ： 俵坂孝宏
- 協力 ： 財団法人 合氣会

## 製作
渡瀬恒彦主演で撮影が始まっていたが、1975年8月半ばに渡瀬が肝臓障害でドクターストップがかかり、自宅で静養を続けたが、撮影続行は不可能と判断され、急遽千葉治郎に初主演が転がり込んだ。1975年9月30日に東映京都撮影所で1か月半ぶりに撮影が再開された。撮影は最初からやり直すと報道された。千葉治郎は『仮面ライダー』など東映の特撮テレビドラマでお茶の間の子供たちから人気が高かった。千葉治郎は「いつも兄と比較されて損ばかりしていたが、これをチャンスに兄から独立して一本立ちするつもりです。代役とかそんなことにはこだわらない」などと決意を述べた。弟の門出に千葉真一・志穂美悦子ら千葉一家が友情出演。千葉兄は「実際にケンカをしたらヤツの方が強いからね」などと話した。